# Таратынов, Михаил Васильевич
Михаил Васильевич Таратынов (10 ноября 1927 года, Щавьево, Палехский район, Ивановская область, РСФСР, СССР — 4 июля 2008 года, Приволжск, Ивановская область, Россия) — советский и российский скульптор, народный художник Российской Федерации (2004).

## Биография
Родился 10 ноября 1927 года в деревне Щавьево, ныне Палехского района Ивановской области.
Учился в железнодорожном техникуме, окончил Шуйское профтехучилище по художественной обработке дерева, скульптурный факультет Московского художественно-промышленного училища имени М. И. Калинина, Московский государственный художественный институт имени В. И. Сурикова.
С 1965 года — член Союза художников СССР.
Умер 4 июля 2008 года в городе Приволжск Ивановской области, похоронен на городском кладбище Приволжска.

## Семья
Сын, советский и российский скульптор, академик РАХ (2020) Александр Михайлович Таратынов (род. 1956).

## Творческая и выставочная деятельность
Работал в станковой скульптуре в жанре портрета, тематической и анималистической композиции.
Основные работы: «Портрет педагога С. Н. Юмалковой», «Родина-мать»‚ «Юность», «Юная скрипачка», «Портрет художницы Н. Тучиной», «Мать поэта Яшина», «Поэзия», «Ева», портреты современников, произведения хранятся в музеях и галереях Саратова, Вологды, Тулы, Томска, Смоленска, Рязани, Костромы, Никольска‚ Москвы (центральный музей вооруженных сил на Поклонной горе, музей декоративно-прикладного искусства), а также в частных коллекциях в России и за рубежом.
С 1956 года участник выставок: республиканская выставка (1956), всесоюзная выставка, посвященная VI всемирному фестивалю молодежи и студентов (1957), международная выставка в Нью-Йорке, Мехико и Гаване (1959), всесоюзная выставка «На страже мира» (1965), всесоюзная выставка «СССР — наша Родина» (1973), всероссийская художественная выставка «Защитникам Отечества посвящается» (2000), всероссийская художественная выставка «Имени Твоему», посвященная 2000-летию Рождества Христова (2000).

## Награды
- Народный художник Российской Федерации (2004)
- Заслуженный художник РСФСР (1988)
- Премия и медаль Министерства культуры РСФСР (1976)
- Серебряная медаль ВДНХ (1989)